# نابض التوائي

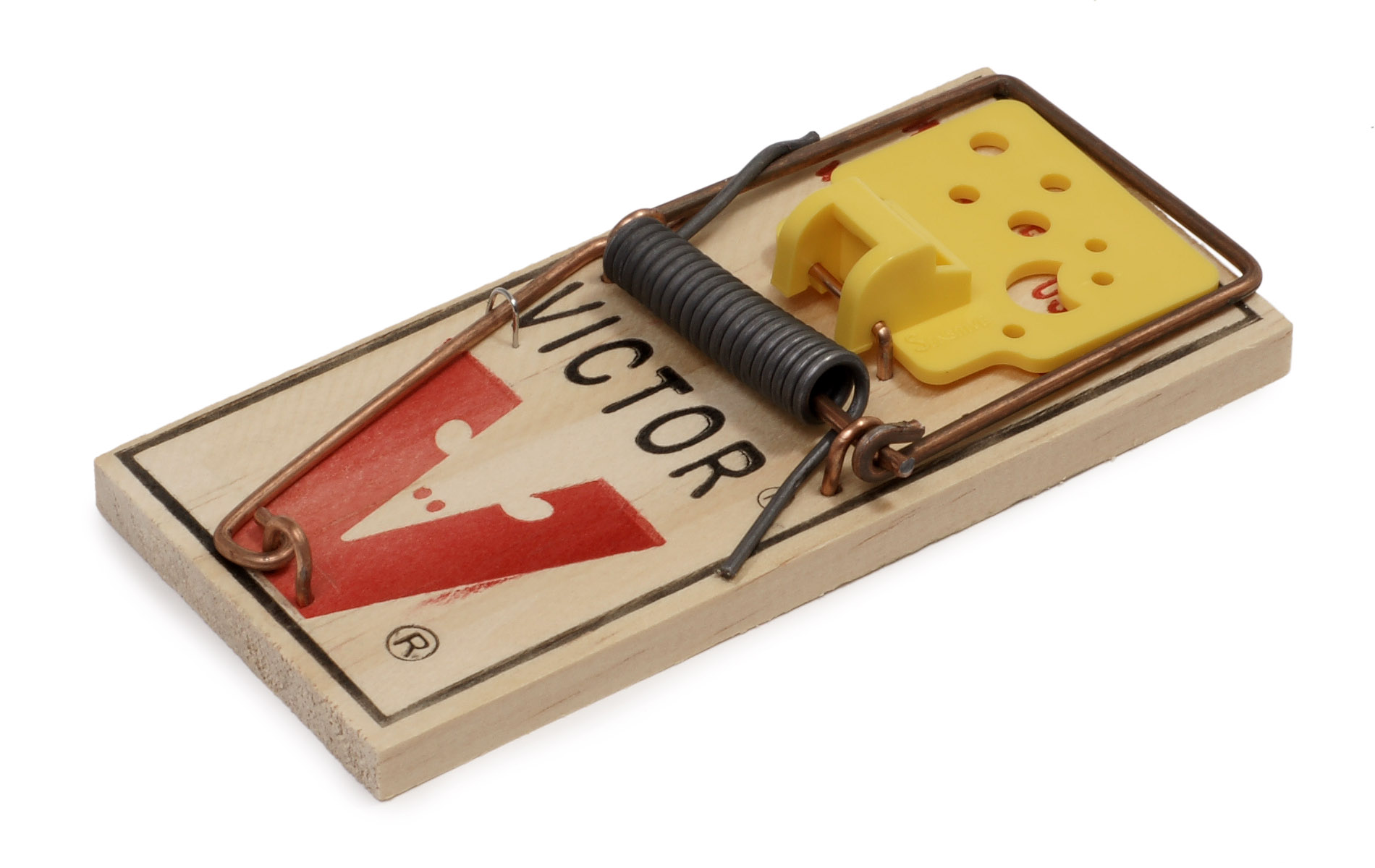
مصيدة فئران مدعومة بنابض التواء حلزوني.

نابض التوائي أو نابض لَيّ أو نابض ملتوي (بالإنجليزية: Torsion spring)‏، وهو نابض يعمل بلف طرفه حول محوره. أي مادة مرنة تخزن الطاقة الميكانيكية عندما تلتوي. وعندما يكون ملتويًا فإنه يبذل عزم دوران في الاتجاه المعاكس، متناسبًا مع مقدار الملتوية.هناك أنواع مختلفة منها:
- قضيب الالتواء هو قضيب مستقيم من المعدن أو المطاط يتعرض للالتواء (إجهاد القص) حول محوره بواسطة عزم الدوران المطبق في نهاياته.
- شكل أكثر حساسية يستخدم في الأدوات الحساسة، يسمى ليف الالتواء، ويتكون من ليف من الحرير أو الزجاج أو الكوارتز تحت التوتر، وهو ملتوي حول محوره.
- نابض الالتواء الحلزوني هو قضيب معدني أو سلك على شكل لولب يتعرض للالتواء حول محور الملف بواسطة قوى جانبية (عزم الانحناء) يتم تطبيقه على نهاياته، مما يؤدي إلى تشديد الملف.
- زنبرك الساعة، تستخدم الساعات زنبرك التواء لولبيًا (شكل من أشكال زنبرك الاتواء الحلزوني حيث تكون الملفات حول بعضها البعض بدلاً من تراكمها) تسمى أحيانًا «زنبرك الساعة» أو يُسمى بالعامية النابض الرئيسي. تُستخدم هذه الأنواع من نوابض الالتواء أيضًا لسلالم العلية والقوابض والأجهزة الأخرى التي تحتاج إلى عزم دوران ثابت تقريبًا لزوايا كبيرة أو حتى دورات متعددة.

## الالتواء والانحناء
تعمل قضبان الالتواء وألياف الالتواء عن طريق الالتواء. ومع ذلك، يمكن أن تكون المصطلحات محيرة لأنه في زنبرك الالتواء الحلزوني (بما في ذلك زنبرك الساعة)، فإن القوى المؤثرة على السلك هي في الواقع ضغوط منحنية وليست التوائية مثل (علم المواد) (إجهادات القص). يعمل زنبرك الالتواء الحلزوني في الواقع عن طريق الالتواء عندما يكون مثنيًا وليس ملتويًا. سوف نستخدم كلمة «إلتواء» في ما يلي لوصف زنبرك الالتواء وفقًا للتعريف الوارد أعلاه، سواء كانت المادة مصنوعة بالفعل عن طريق الالتواء أو بالانحناء.